# Conciertos para la mano izquierda
Hay un buen número de conciertos para piano escritos para ser tocados solamente con la mano izquierda. 
El más conocido es el Concierto para la mano izquierda de Maurice Ravel, escrito para el pianista Paul Wittgenstein entre 1929 y 1930.
Otros conciertos para piano para la mano izquierda (algunos compuestos por encargo de pianista Wittgenstein), son:
- Erich Wolfgang Korngold - Concierto para piano para la mano izquierda, Op. 17, 1923 (encargado por Wittgenstein)
- Paul Hindemith - Klaviermusik mit Orchester, Op. 29, 1923 (encargado por Wittgenstein)
- Franz Schmidt - Variaciones Concertantes sobre un tema de Beethoven, 1923 (encargado por Wittgenstein); Concierto para piano para la mano izquierda, 1934 (encargado por Wittgenstein)
- Sergei Bortkiewicz - Concierto para piano n.º 2 para la mano izquierda, Op. 28, 1924 (encargado por Wittgenstein)
- Richard Strauss - Panathenäenzug: Sinfonische Etüden in Form einer Passacaglia para piano y orquesta, Op. 74, 1925 (encargado por Wittgenstein); Parergon zur Symphonia Domestica para piano y orquesta Op. 73, 1927 (encargado por Wittgenstein)
- Bohuslav Martinů - Concertino para piano para mano izquierda y orquesta de cámara, Op. 173, 1926
- Serguéi Prokófiev - Concierto para piano n.º 4, Op. 53, 1931 (encargado por Wittgenstein)
- Benjamin Britten - Diversions para piano (tocado con la mano izquierda) y orquesta, 1940 (encargado por Wittgenstein).
- Arnold Bax - Concertante para piano (mano izquierda) y orquesta 1948
- Dieter Nowka - Concierto para piano para la mano izquierda, Op. 71, 1971
- Ned Rorem - Concierto para piano n.º 4 para la mano izquierda, 1993
- William Bolcom - Gaea, para dos pianos para mano izquierda y orquesta, 1996
- Stanisław Skrowaczewski - Concerto Nicolò para piano para mano izquierda y orquesta, 2003
- Hans Abrahamsen - Left, alone, para piano (tocado con la mano izquierda) y orquesta (2015).

- Datos: Q30309949